# Immadellana pontificia
Immadellana pontificia är en insektsart som beskrevs av Ernst Evald Bergroth 1894. Immadellana pontificia ingår i släktet Immadellana och familjen dvärgstritar. Inga underarter finns listade i Catalogue of Life.